# Enseignement
Ne doit pas être confondu avec Éducation.
Pour les articles homonymes, voir Enseignement (homonymie).
 (novembre 2024).
Si vous disposez d'ouvrages ou d'articles de référence ou si vous connaissez des sites web de qualité traitant du thème abordé ici, merci de compléter l'article en donnant les références utiles à sa vérifiabilité et en les liant à la section « Notes et références ».

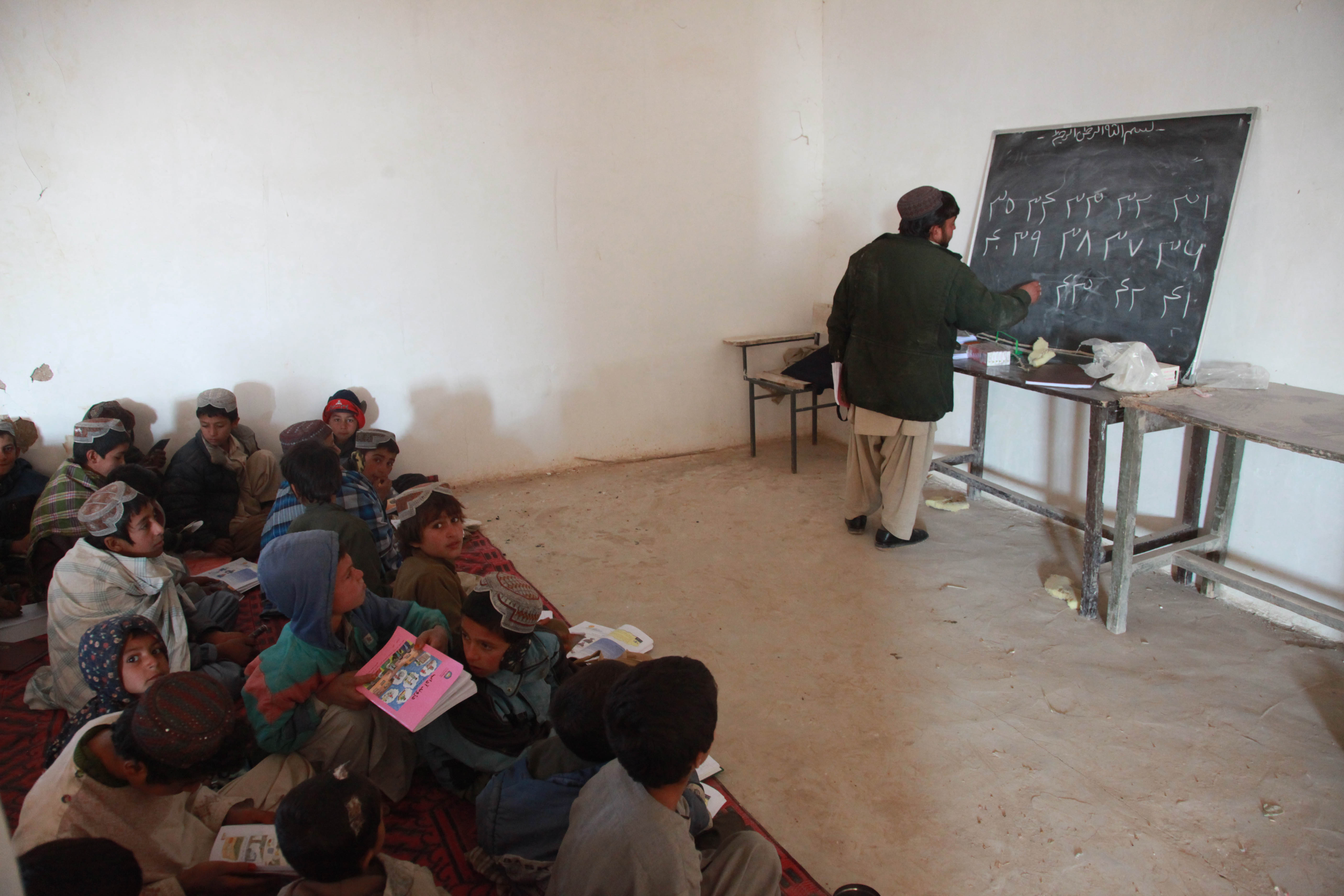
Une classe en 2009 en Afghanistan. L'enseignant écrit à la craie sur un tableau noir.

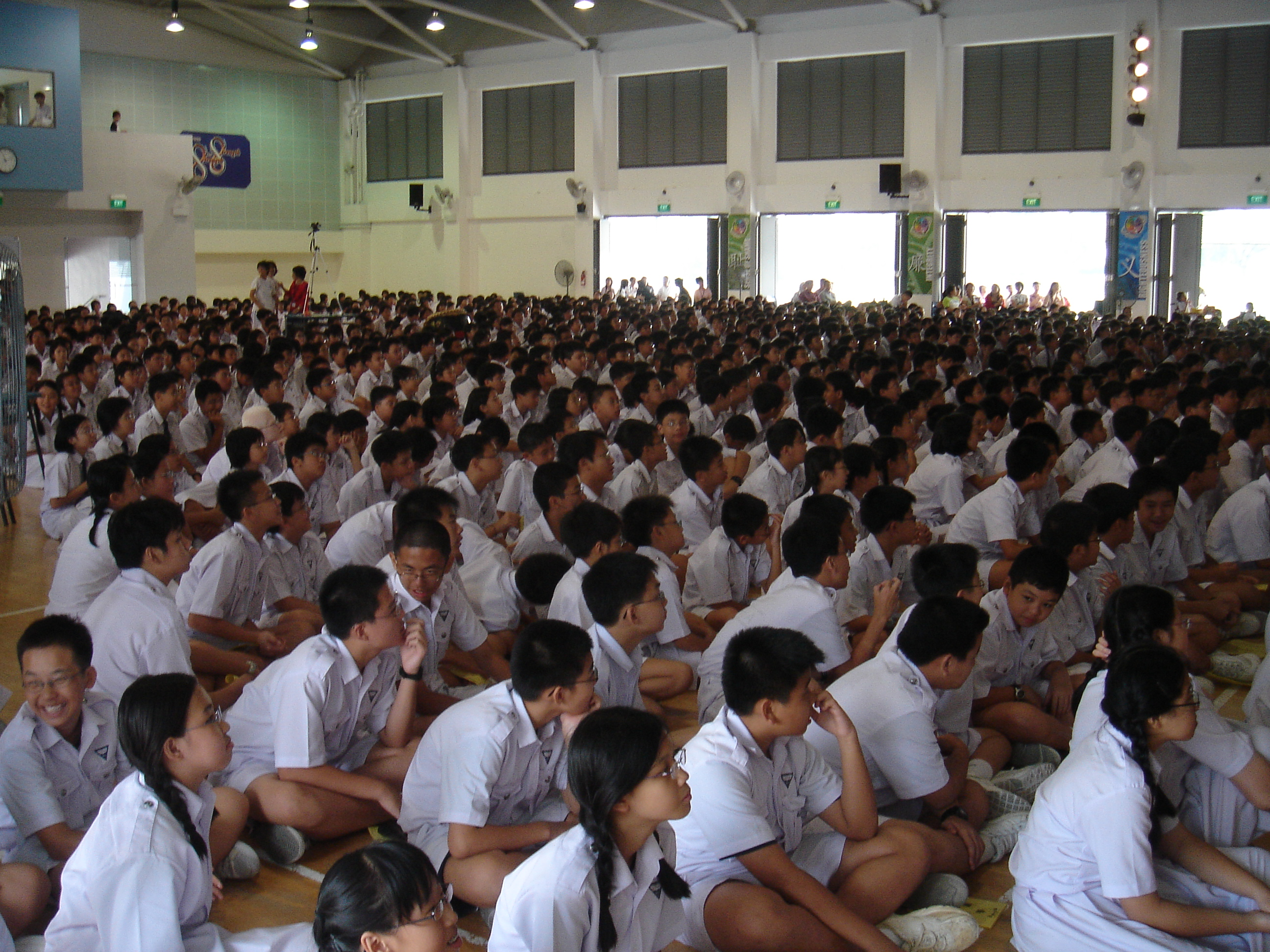
Écoliers rassemblés de la Nan Hua High School, à Singapour, dans les années 2000.

L'enseignement (du latin insignis, remarquable, marqué d'un signe, distingué) est une pratique, mise en œuvre par un enseignant, visant à transmettre des compétences (savoir, savoir-faire et savoir-être) à un élève, un étudiant ou tout autre public dans le cadre d'une institution éducative. Cette notion se distingue de l'apprentissage qui renvoie lui à l'activité de l'élève qui s'approprie ces connaissances (de plus, certains apprentissages se font sans enseignement : cf. autoformation).
L'enseignement ne doit pas non plus être confondu avec l'éducation : ce dernier terme (du latin educare, tirer hors de), beaucoup plus général, correspond à la formation globale d'une personne, à divers niveaux (au niveau religieux, moral, social, technique, scientifique, médical…). Néanmoins, l'enseignement contribue à cette formation et constitue donc une composante de l'éducation.
Le contraire de l'enseignement est l'apprentissage, car il s'agit d'un ensemble de mécanismes menant à l'acquisition de savoir-faire, de savoirs ou de connaissances. Le bénéficiaire de l'apprentissage est appelé apprenti. On peut donc opposer l'apprentissage à l'enseignement dont le but est de dispenser des connaissances et savoirs, le bénéficiaire de l'enseignement étant l'apprenant.
En dehors des sciences de l'éducation, d'autres disciplines scientifiques ont défini l'enseignement. Cependant, les définitions de l'enseignement en éthologie, en psychologie et en anthropologie culturelle ne sont pas totalement superposables. En éthologie, la définition fonctionnaliste (l'enseignement est défini par sa fonction : transmettre des connaissances) est privilégiée car elle permet de comparer des comportements chez les humains et les animaux non-humains. En psychologie, l'enseignement est plutôt défini par l'intention de l'enseignant de transmettre une information et par ses capacités mentales : c'est une vision mentalistique. Enfin, en anthropologie culturelle, l'enseignement a souvent une définition centrée sur la culture : l’enseignement est une activité volontaire, explicite, souvent unidirectionnelle, qui doit être considérée comme telle par ses acteurs.

## Terminologie
Le terme enseignement, de son côté, signifie « marquer d'un signe, distinguer, rendre remarquable ». Il se réfère à un bien précis, soit celui du développement des connaissances des élèves à l'aide de signes (la transmission des connaissances est en soi impossible, on ne transmet pas de connaissances). « Signes » et « enseignement » dérivent d'ailleurs de cette même racine latine. Selon Marguerite Altet :
« L'enseignement couvre donc deux champs de pratiques :
1. Celui de la gestion de l'information, de la structuration du savoir par l'enseignant et de leur appropriation par l'élève, domaine de la didactique ;
2. Celui du traitement et de la transformation de l'Information en Savoir par la pratique relationnelle et l'action de l'enseignant en classe (en), par l'organisation de situations pédagogiques pour l'apprenant, c'est le domaine de la pédagogie. »

En d'autres termes, enseigner suppose à la fois des techniques et méthodes spécifiques à une discipline scolaire (celles-ci sont étudiées par la didactique) et des techniques et méthodes qui peuvent s'appliquer à n'importe quelle discipline et domaine de connaissance (celles-ci relèvent de la pédagogie).
Le droit de toute personne (enfant via les droits de l'enfant, ou adulte) à l'éducation est l'un des droits de l'homme, parfois qualifié de « deuxième génération ».
Pour la jurisprudence européenne, l'enseignement (ou instruction) fait partie du droit à l'éducation et est défini comme visant « notamment, la transmission des connaissances et la formation intellectuelle » alors que « l'éducation des enfants » est « […] la somme des procédés par lesquels, dans toute société, les adultes tentent d’inculquer aux plus jeunes leurs croyances, coutumes et autres valeurs ». Chaque État-membre, « dans l’accomplissement des fonctions qui relèvent de sa compétence en matière d’éducation et d’enseignement, doit veiller à ce que les informations et connaissances figurant au programme soient délivrées de manière objective, critique et pluraliste ». Le droit d’accès à l’enseignement supérieur (même en prison) est un droit de caractère civil, au sens de l’article 6 de la Convention. L'État-membre, si son droit interne le lui permet, face à des parents souhaitant assurer eux-mêmes l’éducation de leurs enfants au domicile peut imposer « la scolarisation obligatoire des enfants, que ce soit dans le cadre d’établissements publics ou par le biais d’institutions privées dont la qualité réponde à ses exigences de qualité ».
L'enseignement porte sur des connaissances (des connaissances déclaratives de l'ordre des faits, concepts, règles ou des connaissances procédurales : savoir-faire, méthodes, automatismes) qui font partie de programmes fixés par l'institution scolaire. Ces connaissances sont divisées en différents champs spécialisés, les disciplines scolaires qui sont elles-mêmes subdivisées en programmes scolaires.

### Éducation, instruction ou enseignement
Le mot « éducation » est directement issu du latin educatio de même sens, lui-même dérivé de ex-ducere (ducere signifie conduire, guider, commander et ex, « hors de ») : faire produire (la terre), faire se développer (un être vivant). Il convient cependant de noter la différence pointée par Mialaret entre les deux étymologies educare (nourrir) et educere (élever) pour saisir la double instance liée au concept d'éducation et dont la conciliation est une problématique pédagogique majeure : nourrir/remplir de connaissances et élever c'est-à-dire maximiser les potentialités des individus selon Mialaret. Pour Émile Durkheim, l'éducation est une « Socialisation méthodique pour la jeune génération ». Enseigner, c'est transmettre à la génération future un corpus de connaissances et de valeurs de la vie sociale.
Il faut distinguer enseignement et éducation. Le terme enseignement, de son côté, se réfère plutôt à une instruction précise au cours d'un cycle d'étude précis, par exemple, l'enseignement supérieur.
L'éducation ne se limite pas à l'instruction stricto sensu qui serait relative seulement aux purs savoir et savoir-faire. Elle vise également à assurer à chaque individu le développement de toutes ses capacités (physiques, intellectuelles, morales et techniques). Ainsi, cette éducation lui permettra d'affronter sa vie personnelle, de la gérer en étant un citoyen responsable dans la société dans laquelle il évolue.
En pratique, tout le monde est d'accord pour considérer que certains savoirs essentiels font partie du bagage minimum du citoyen, et qu'inversement il n'est pas d'enseignement possible sans un minimum de pures conventions (comme l'alphabet par exemple) et de capacités relationnelles, donc d'éducation. Instruction et éducation sont souvent confondues. Les différences, subtiles, restent la base de controverses depuis longtemps, le Littré en fait foi dans son choix d'exemple pour sa définition d'éducation (voir le Littré à ce mot) : « Mais il faut remarquer que l'instruction s'enseigne, et que l'éducation s'apprend par un autre mode d'action du maître, quel qu'il soit. » Au début du XXe siècle, la science de l'éducation désignait la pédagogie. Aujourd'hui, en France, depuis la création en 1967 du département universitaire de Sciences de l'éducation l'expression s'emploie au pluriel. Les problèmes d'éducation s'étudient en empruntant à plusieurs disciplines des sciences humaines (sociologie, psychologie, biologie, économie, philosophie de l'éducation).

## Liberté d'enseignement
La Déclaration universelle des droits de l'homme proclame le droit à l'éducation pour tous et signale les droits des parents comme représentants de la personnalité de l’enfant : « Toute personne a le droit à l'éducation […] L’éducation doit viser au plein épanouissement de la personnalité humaine et au renforcement du respect des droits de l'homme et des libertés fondamentales […] Les parents ont, par priorité, le droit de choisir le genre d’éducation à donner à leurs enfants. » (article 26).
Le Pacte international relatif aux droits économiques, sociaux et culturels réaffirme les mêmes éléments, en y ajoutant l'interdiction du monopole éducatif : « Les États […] s’engagent à respecter la liberté des parents […] de choisir pour leurs enfants des établissements autres que ceux des pouvoirs publics. […] Aucune disposition du présent article ne doit être interprétée comme portant atteinte à la liberté des individus et des personnes morales de créer et de diriger des établissements d'enseignement, sous réserve que les principes énoncés au paragraphe 1 […] » (article 13). Selon l'observation générale 13 sur l'application du pacte (1999), « En vertu du paragraphe 4 de l'article 13, toute personne, y compris les non-nationaux, est libre de créer et de diriger des établissements d'enseignement. Cette liberté s'étend aux « personnes morales » ».
Le Pacte international relatif aux droits civils et politiques évoque aussi cette liberté parentale dans le contexte plus précis du droit à la liberté de pensée, de conscience et de religion : « Toute personne a droit à la liberté de pensée, de conscience et de religion. […] Les États […] s’engagent à respecter la liberté des parents […] de faire assurer l’éducation religieuse et morale de leurs enfants conformément à leurs propres convictions ».
La Convention concernant la lutte contre la discrimination dans le domaine de l'enseignement aussi affirme « respecter la liberté des parents et, le cas échéant, des tuteurs légaux de choisir pour leurs enfants des établissements autres que ceux des pouvoirs publics, et l'assurer, selon les modalités d'application propres à la législation de chaque État, éducation religieuse et morale des enfants conformément à leurs propres conviction, et de reconnaître aux membres des minorités nationales le droit d'exercer des activités éducatives qui leur soient propres et l'emploi ou l'enseignement de leur propre langue. » (article 5: (b) et (c)).
Dans un contexte spécifique, celui des droits des peuples autochtones, l’OIT dans sa convention 169, établit un lien entre cette liberté et les droits culturels : « les gouvernements doivent reconnaître le droit de ces peuples de créer leurs propres institutions et moyens d’éducation, à condition que ces institutions répondent aux normes minimales établies par l’autorité compétente en consultation avec ces peuples. Des ressources appropriées doivent leur être fournies à cette fin » (article 26). F. Coomans a résumé l’essentiel de cette doctrine en affirmant : « la réalisation du droit à l’éducation exige un effort de la part de l’État pour rendre l’éducation possible et accessible [et] implique des obligations positives de la part de l’État […] il y a aussi la liberté personnelle des individus de choisir entre une éducation organisée par l’État ou une éducation privée, qui peut être traduite, par exemple, en termes de liberté des parents d’assurer l’éducation morale et religieuse de leurs enfants, selon leurs propres croyances. À partir de là provient la liberté des personnes physiques ou morales d’établir leurs propres institutions éducatives ».
Il conviendrait d’ajouter à ces textes l’article 5 de la Déclaration universelle de l'UNESCO sur la diversité culturelle (2001) qui établit un standard international beaucoup plus exigeant : « Toute personne a le droit à une éducation et une formation de qualité qui respectent pleinement son identité culturelle ». K. Tomasevski, rapporteure spéciale sur le droit à l’éducation de la Commission des droits de l’homme, a pour sa part établi une typologie de l’extension du droit à l’éducation. Tomasevski décrit que ce n’est plus l’élève qui doit s’adapter au système éducatif existant, quel qu’il soit, mais le système éducatif qui doit être mis en conformité avec l’intérêt supérieur de l’enfant.

## Chez les animaux non humains
Il est possible d’étudier des comportements qui pourraient correspondre à de l’enseignement chez les animaux non humains. Caro et Hauser proposent une définition fonctionnelle de l’enseignement (qui se base sur la fonction du comportement) plutôt que sur une définition basée sur l’intention de l’enseignant ou sur ses capacités cognitives. Pour que le comportement d'un individu soit considéré comme de l'enseignement, il doit respecter les trois critères suivants :
- L’individu « enseignant » modifie son comportement uniquement en présence d’un individu naïf;
- L’individu naïf acquiert une nouvelle connaissance ou un nouveau comportement
- Le comportement d’enseignant est altruiste, sans bénéfice direct, et/ou représente un coût pour l’enseignant.

À ce jour[Quand ?], seules quelques espèces non humaines ont montré de manière consensuelle des comportements respectant ces trois critères,. Parmi elles, on retrouve les suricates (Suricata Suricatta), les fourmis de l’espèce Temnothorax albipenni, et les cratérope bicolore (Turdoides bicolor)7.